# عدوى الوخز
عدوى الوخز (Impalefection) هي طريقة لتوصيل الجينات باستخدام مواد نانوية، مثل الألياف النانوية الكربونية والأنابيب النانوية الكربونية والأسلاك النانوية. في هذه الطريقة، يتم وضع تركيبات نانوية تشبه الإبرة عموديًا على سطح أي ركيزة. ويلتصق بلازميد الحمض النووي (الدنا) الذي يحتوي على الجين، والمسئول عن نقل الجينات وتوصيلها إلى داخل الخلايا، بسطح التركيبة النانوية، ثم يتم ضغط رقاقة بها مصفوفات من هذه الإبر على الخلايا أو الأنسجة الحيوية. وبذلك، تتمكن الخلايا التي يتم وخزها بواسطة هذه التركيبات النانوية من عبور الجين (الجينات) المنقول.

## التطبيقات
من خواص عدوى الوخز إمكانية توصيل الجينات القابلة للانحلال مكانيًا التي تتسم بنفس ميزات هندسة الأنسجة وإسهاماتها في التئام الجروح كتقنية المصفوفة المنشطة بالجينات.

## مواد ناقل الجينات
من الأنواع المناسبة للاستخدام في هذه المواد الألياف النانوية الكربونية المتراصفة أفقيًا، والتي يتم تحضيرها باستخدام تقنية الطباعة الضوئية والترسيب الكيميائي للبخار المعزز للبلازما. كما تُعد الأسلاك النانوية من السيليكون خيارًا آخر لصناعة الإبر النانوية التي تم استخدامها مؤخرًا في عملية عدوى الوخز.

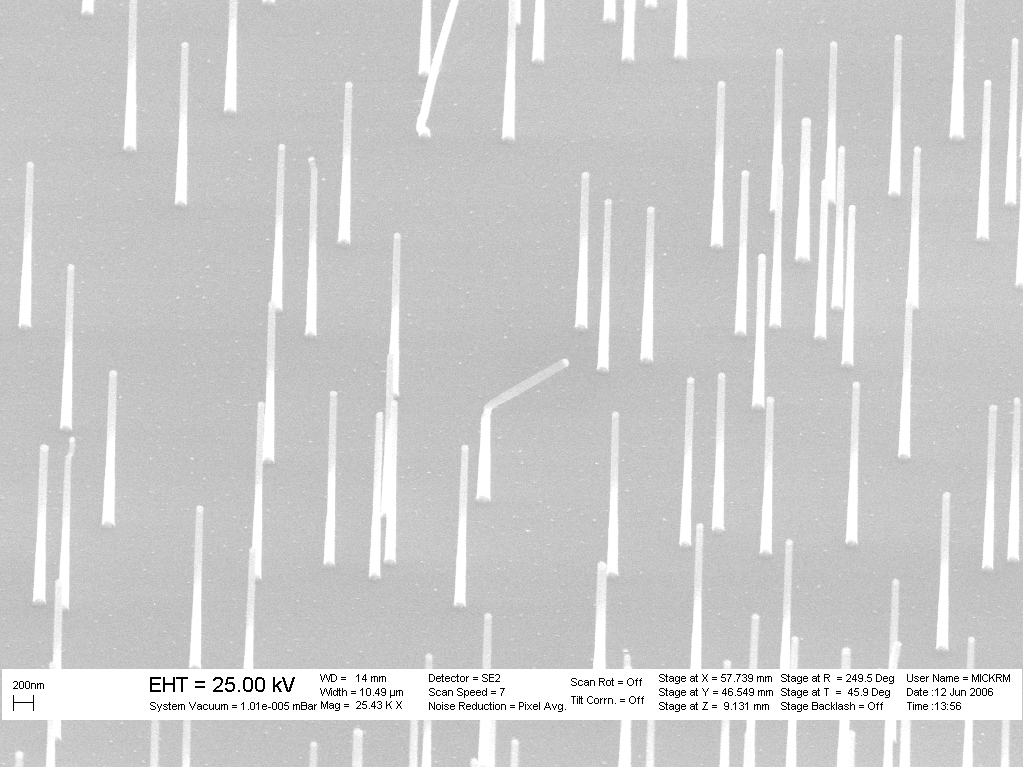
صورة مجسمة تم التقاطها باستخدام المجهر الإلكتروني الماسح توضح البنى المغايرة لسلك نانوي ناتجة من جسيمات نانوية تحفيزية ذهبية.

## وصلات خارجية
- "Impalefection" "An Attempted Nanowire Impalefection of Nerve Cells"
- "Intracellular integration of synthetic nanostructures with viable cells for controlled biochemical manipulation"